# Middleton Cheney
Middleton Cheney es una localidad situada en el condado de Northamptonshire, en Inglaterra (Reino Unido), con una población estimada a mediados de 2016 de 4044 habitantes.
Se encuentra ubicada al suroeste de la región Midlands del Este, cerca de la frontera con las regiones de Midlands del Oeste y Sudeste de Inglaterra, y de la ciudad de Northampton —la capital del condado—.